# Willem Van Rijswijck
Guilielmus Carolus van Rijswijck (Antwerpen 28 juli 1845 - Borgerhout 30 september 1891) was een gelegenheidsdichter en van 2 november 1882 tot 14 juli 1884, als liberaal, waarnemend burgemeester van Borgerhout. Hij was de zoon van de dichter Theodoor van Ryswyck. Op 30 november 1867 huwde hij te Antwerpen met Rosalie Seidel, samen hadden ze 6 kinderen. Het gezin woonde te Borgerhout in de Van Geertstraat n° 61.
In 1886, ter gelegenheid van het 25-jarig bestaan van de Nederduitsche Bond, een politieke vereniging in Antwerpen, dichtte hij een Jubelkantate, die door Aloïs Berghs werd getoonzet.
Hij werd eind 1888 benoemd tot rijkscommissaris van de Landverhuizersdienst en bleef dit tot aan zijn overlijden in 1891. In februari 1893 werd hij uitgenodigd voor het Taalverbond, een liberale vrije academie.